# David Baute
David Baute (nacido en 1974 en Garachico, Tenerife, Canarias, España) es un director y productor de cine español. Su trabajo destaca por abordar temáticas sociales y medioambientales, y ha sido reconocido con premios internacionales. En 2025, ganó el Premio Goya a la mejor película de animación por su largometraje Mariposas negras.

## Biografía
Entre sus trabajos como director destacan los largometrajes de no ficción Ella(s) (2010), presentado en el Festival de Cine de Guadalajara; Milagros (2018), estrenado en el Festival de Málaga; y Éxodo climático (2020), galardonado con la Espiga Verde en la Seminci de Valladolid.
En junio de 2024 presentó en la sección oficial del Festival de Annecy su película de animación Mariposas negras, que visibiliza las migraciones climáticas desde una perspectiva femenina.
También ha trabajado como productor, destacando en 2024 Sugar Island, de Johanné Gómez, presentada en las Giornate degli Autori del Festival de Venecia, y premiada en diversos festivales internacionales.
Baute impulsa el talento joven a través de la producción de cortometrajes como Ona, de Pau Camarasa; Circe, de María Abenia; Tsunami, de María Pulido; y Carmen, de Cecilia Pugliesi. En el ámbito cultural, ha dirigido el Festival Internacional de Cine Medioambiental de Canarias y el Festival Miradas Afroindígenas.

## Filmografía

### Como director
- Rosario Miranda (2004)
- Ella(s) (2010)
- Milagros (2017)
- Éxodo climático (2020)
- Mariposas negras (2024)

### Como productor
- Circe (2022)
- Sugar Island (2024)
- El mundo es nuestro (2025)

## Premios y reconocimientos

### Director
- 2025: Mariposas negras – Mejor Película de Animación, Premios Goya – Ganador[5]
- 2025: Mariposas negras – Mejor Película de Animación, Premios Platino – Ganador
- 2025: Mariposas negras – Mejor Película de Animación, Premios Gaudí – Ganador
- 2024: Mariposas negras – Mejor Película de Animación, Premios Forqué – Ganador
- 2020: Éxodo climático – Espiga Verde, Festival de Valladolid – Ganador

### Productor
- 2024: Sugar Island – Mención de Honor Edipo Re, Giornate degli Autori – Ganador
- 2025: Sugar Island – Premio Coral, Festival de Cine de La Habana – Ganador
- 2025: Sugar Island – Mejor Dirección, Festival de Beijing – Ganador